# کهرود
کهرود، روستایی است از توابع بخش لاریجان شهرستان آمل در استان مازندران ایران.
روستای زیبا و ییلاقی کهرود در پنجاه و پنج کیلومتری آمل واقع است که در زمان قدیم مهم‌ترین راه ارتباطی روستاهای ناندل و میانده و حاجی دلا و رزان و کیان بوده‌است.
روستای کهرود از روستاهای قدیمی ایران به حساب می‌آید؛ کهرود اولین روستای دلارستاق است. قلعه کهرود به نام همین روستا در زمان‌های گذشته که پایتخت تابستانی پادشاهان مازندران بوده، دراینجا واقع شده‌است. کهرود مرکز تجارت در قدیم بود.

## جمعیت
این روستا در دهستان لاریجان سفلی قرار داشته و براساس آخرین سرشماری مرکز آمار ایران که در سال ۱۳۸۵ صورت گرفته، جمعیت آن ۱۲۱ نفر (۴۲خانوار) بوده‌است.